# 韋爾特湖球場
韋爾特湖球場是一座位於奧地利克拉根福的多功能體育場，其名稱來自於附近的韋爾特湖。它是奧地利克拉根福足球代表隊的主場地，與鄰近幾個體育場合稱為Sportpark Klagenfurt。